# Economia de guerra
Es denomina economia de guerra la que s'aplica en moments històrics de fortes convulsions violentes, siguin o no conflictes armats, o en períodes d'extrema autarquia i que té per objecte mantenir el funcionament de les activitats econòmiques indispensables per a un país, procurar l'autoabastament, desincentivar el consum privat, garantir la producció d'aliments i controlar l'economia nacional des de l'Estat.
Entre les actuacions fonamentals es troben: 
- Control exhaustiu de la política monetària que eviti els processos d'hiperinflació.
- Afavoriment de l'autarquia com sistema que eviti la dependència de les importacions exteriors en productes bàsics i material militar.
- Mesures d'estalvi del consum energètic.
- Incentivació de la mà d'obra femenina a baix cost per a ocupar els llocs de treball d'aquells que s'incorporen a l'exèrcit.
- Canvis en la política agrícola que dirigeixen els cultius i la indústria transformadora cap a la producció de gra i, en general, cultius que aportin una alta quantitat d'hidrats de carboni.
- Augment de la producció de la indústria pesant i de material militar.
- Establiment de reduccions del consum privat, que pot incloure el racionament a la indústria i a les famílies.

Per a molts països no bel·ligerants i propers territorial o econòmicament a una zona de conflicte armat, l'economia de guerra representa una oportunitat de creixement i desenvolupament en poder incrementar les seves exportacions als territoris bel·ligerants. En altres casos, l'economia de guerra sustenta processos d'investigació i desenvolupament tecnològic que milloren la capacitat del país, sostenint-se per alguns economistes que, en alguns casos, aquest sembla l'origen real d'alguns conflictes.